# 조정환 (철학자)
조정환(曺貞煥, 1956년 10월 6일~)은 대한민국의 철학자이자 문인이다. 문학평론가 및 정치철학자 겸 교육인 등으로도 활동했다.
경상남도 진주 부근의 한 농촌마을에서 태어났다. 서울대학교 대학원 국문과 박사과정에서 일제하 프롤레타리아 문학을 연구했다. 1980년대 초부터 <민중미학연구회>와 그 후신인 <문학예술연구소>에서 민중미학을 공부했다. 1981년부터 1985년까지 공군사관학교에서 한국어문학을 강의했고 1986년부터 호서대, 중앙대 등에서 문예비평을 강의했다. 1988년부터 1989년까지 『실천문학』 편집위원으로 활동했다. 1989년에 월간 『노동해방문학』 창간에 참여하여 ‘노동해방문학론’을 제창하고 발전시켰다. 1990년 말부터 1999년 말까지 9년 여의 수배생활 동안에 맑스주의의 자율주의적 재구성을 주제로 연구했고 도서출판 갈무리를 창립했으며 ‘이원영’이라는 필명으로 자율주의와 국제상황주의에 관한 집필 활동과 번역활동을 했다.
2000년에 <다중문화공간 왑 WAB>을 개설했고 2002년에 웹저널 『자율평론』을 창간했다. 2005년에 <다중문화공간 WAB>을 <다중네트워크센터>로, 2007년에 다시 <다중지성의 정원>으로 발전적으로 재구성했다. 2002년부터 2009년까지 성공회대학원에서 탈근대사회이론을 강의했다. 2011년 『인지자본주의』로 '일곡 유인호 학술상'을 수상하였다. 현재 다중지성의 정원 대표 겸 상임강사, 도서출판 갈무리 대표로 활동하고 있다. 
저서로 『민주주의 민족문학론과 자기비판』, 『노동해방문학의 논리』, 『지구 제국』, 『21세기 스파르타쿠스』, 『제국의 석양, 촛불의 시간』, 『아우또노미아』, 『제국기계 비판』, 『카이로스의 문학』, 『미네르바의 촛불』, 『공통도시』, 『인지자본주의』, 『예술인간의 탄생』, 『절대민주주의』, 『증언혐오』, 『까판의 문법』, 『개념무기들』 등이 있다. 저서 외에 공저서, 편저서, 편역서, 번역서 등을 포함한 저자의 총 작품목록과 서지사항은 『절대민주주의』의 474쪽에 수록되어 있다.

## 저서
- 『민주주의 민족문학론과 자기비판』(연구사, 1989)
- 『노동해방문학의 논리』(노동문학사, 1990)
- 『지구 제국』(갈무리, 2002)
- 『21세기 스파르타쿠스』(갈무리, 2002)
- 『제국의 석양, 촛불의 시간』(갈무리, 2003)
- 『아우또노미아』(갈무리, 2003)
- 『탈영자들의 기념비』(공저, 생각의나무, 2003)
- 『제국기계 비판』(갈무리, 2005)
- 『비물질노동과 다중』(공저, 갈무리, 2005)
- 『카이로스의 문학』(갈무리, 2006)
- 『민중이 사라진 시대의 문학』(공저, 갈무리, 2007)
- 『들뢰즈와 그 적들』(공저, 우물이있는집, 2007)
- 『현대철학의 모험』(공저, 길, 2007)
- 『레닌과 미래의 혁명』(공저, 그린비, 2008)
- 『미네르바의 촛불』(갈무리, 2009)
- 『공통도시』(갈무리, 2010)
- 『맑스를 읽자 : 부커진 R NO.3』(공저, 그린비, 2010)
- 『플럭서스 예술혁명』(공저, 갈무리, 2011)
- 『인지자본주의』(갈무리, 2011)
- 『인지와 자본』(공저, 갈무리, 2011)
- 『후쿠시마에서 부는 바람』(공저, 갈무리, 2012)
- 『안철수냐 문재인이냐』(공저, 예옥, 2012)
- 『우리 시대의 분노』(공저, 전남대학교출판부, 2013)
- 『옥상의 정치』(공저, 갈무리, 2014)
- 『예술인간의 탄생』(갈무리, 2015)
- 『절대민주주의』(갈무리, 2017)
- 『증언혐오』(갈무리, 2020)
- 『까판의 문법』(갈무리, 2020)
- 『개념무기들』(갈무리, 2020)

## 편역서
- 『오늘의 세계경제 : 위기와 전망』(크리스 하먼, 갈무리, 1994)
- 『현대 프랑스 철학의 성격 논쟁』(알렉스 캘리니코스 외, 갈무리, 1995)
- 『소련의 해체와 그 이후의 동유럽』(C. 하먼 외, 갈무리, 1995)
- 『이딸리아 자율주의 정치철학 1』(S. 볼로냐 외, 갈무리, 1997)
- 『자유의 새로운 공간』(안토니오 네그리 외, 갈무리, 2007)

## 번역서
- 『오늘날의 노동자계급』(A. 캘리니코스, 갈무리, 1994)
- 『디오니소스의 노동 1』(M. 하트 외, 갈무리, 1996)
- 『디오니소스의 노동 2』(M. 하트 외, 갈무리, 1997)
- 『사빠띠스따』(H. 클리버, 공역, 갈무리, 1998)
- 『신자유주의와 화폐의 정치』(W. 본펠드 외, 갈무리, 1999)
- 『권력으로 세상을 바꿀 수 있는가』(J. 홀러웨이, 갈무리, 2002)
- 『무엇을 할 것인가』(W. 본펠드, 갈무리, 2004)
- 『들뢰즈 맑스주의』(N. 쏘번, 갈무리, 2005)
- 『다중』(A. 네그리 외, 공역, 세종서적, 2008)
- 『선언』(안또니오 네그리·마이클 하트, 갈무리, 2012)
- 『크랙 캐피털리즘』(존 홀러웨이, 갈무리, 2013)
- 『자본을 어떻게 읽을 것인가』(해리 클리버, 갈무리, 2018)